# Asamblea Nacional de Surinam
La Asamblea Nacional de la República de Surinam (en neerlandés: De Nationale Assemblée "DNA") es el órgano unicameral encargado de ejercer el poder legislativo en Surinam. Este órgano se encarga además de elegir al Presidente de la República, para ello se requiere de una mayoría cualificada de 2/3 partes de los miembros, en caso de no lograr esa mayoría se recurre a la Asamblea del Pueblo, que es una institución compuesta por 340 miembros, los miembros de la Asamblea Nacional y diversos representantes regionales.

## Historia
La primera legislatura de Surinam fue la de los Estados Coloniales, que se reunieron por primera vez en 1866. El nombre fue cambiado a Estados de Surinam en 1936. Cuando Surinam se convirtió en una república independiente el 25 de noviembre de 1975, la legislatura pasó a llamarse Parlamento de la República de Surinam. El Parlamento quedó inoperativo durante el golpe de Estado de 1980. En 1985, el Parlamento fue reemplazado por una Asamblea designada. La Asamblea Nacional, en su forma actual, data de 1987. En ese año se restableció la democracia tras el golpe de Estado y se aprobó una nueva constitución, por la que se organizó la Asamblea, por lo que se pudieron celebrar nuevas elecciones el 25 de noviembre de 1987. A partir de aquí, se celebraron elecciones.

## Composición
En las elecciones del 25 de mayo de 2025, los 51 escaños parlamentarios se repartieron de la siguiente manera: Los resultados iniciales mostraron que ningún partido obtuvo la mayoría en la Asamblea Nacional, con el NDP ganando 18 escaños, seguido por el gobernante VHP con 17. Los 16 escaños restantes fueron ganados por partidos más pequeños. Se estimó que la participación fue de al menos el 58%.  El 27 de mayo, el NDP anunció que había finalizado un acuerdo de coalición con el Partido de Liberación General y Desarrollo, el Partido Nacional de Surinam, Pertjajah Luhur, Alternativa 2020 y la Hermandad y Unidad en la Política. La coalición obtuvo suficientes votos para elegir a Jennifer Geerlings-Simons como la primera mujer presidenta de Surinam. Entre ellos, los partidos de la coalición liderada por el NDP tienen 34 escaños, exactamente la supermayoría de dos tercios necesaria para elegir a un presidente sin necesidad de apoyo de otros partidos.

## Presidente de la Asamblea (desde 1975)
Desde diciembre de 1973, Emile Wijntuin fue Presidente de los Estados de Surinam y siguió siendo Presidente del Parlamento después de la independencia, hasta su disolución en agosto de 1980.
Después de las elecciones de 1987, Jagernath Lachmon (VHP) se convirtió en presidente, cargo que ya había ocupado dos veces en los Estados de Surinam. Lachmon dimitió en 1996 porque no podía llegar a un acuerdo con el gobierno de Wijdenbosch.
El 10 de octubre de 1996, Marijke Djwalapersad (BVD) fue elegida Presidenta, convirtiéndose en la primera mujer en la historia de Surinam en asumir este cargo. El 24 de julio de 2000, Djwalapersad fue sucedida por Jagernath Lachmon, quien permaneció en el cargo hasta su muerte en 2001. Su compañero de partido, Ramdien Sardjoe, tomó su lugar. 
Después de las elecciones de 2005, Paul Somohardjo, de Pertjajah Luhur (un partido que formaba parte de la combinación Frente Nuevo), quería convertirse en vicepresidente de Surinam. Esto no parecía factible, ya que fue condenado en agosto de 2003 por difamación, lo que resultó en una sentencia suspendida de dos meses y su destitución como ministro. Dentro de la coalición se decidió nombrar a Ramdien Sardjoe como vicepresidente y a Somohardjo presidente de la Asamblea Nacional.
El 30 de junio de 2010, Jennifer Simons del NDP, el partido de Dési Bouterse, ganó sorprendentemente el cargo de Somohardjo, con 26 votos contra 24, y se convirtió en la presidenta titular de la Asamblea. Ruth Wijdenbosch fue elegida vicepresidenta con 25 votos, uno más que su rival, Anton Paal. Lo destacable es que es la primera vez que estos cargos son ocupados por políticos opositores. También fue la primera vez en que ambos cargos fueron ocupados por mujeres.
El 29 de junio de 2020, Ronnie Brunswijk fue elegido presidente de la Asamblea Nacional en una elección sin oposición. Dew Sharman fue elegido vicepresidente. Después de que Brunswijk fuera elegido vicepresidente de Surinam el 13 de julio de 2020, Marinus Bee fue instalado como su sucesor el 14 de julio de 2020.